# ヨゼファ (小惑星)
ヨゼファ (649 Josefa) は小惑星帯に位置する小惑星である。ハイデルベルクでアウグスト・コプフによって発見された。名前の由来は不明。